# Хребет Королівського товариства
Хребе́т Королі́вського товари́ства (англ. Royal Society Range) — гірський хребет в Антарктиді (78°10′ пд. ш. 162°40′ сх. д. / 78.167° пд. ш. 162.667° сх. д.), розташований у гірській системі Трансантарктичних гір, в східній частині Землі Вікторії, простягся вздовж узбережжя моря Росса.

## Географія

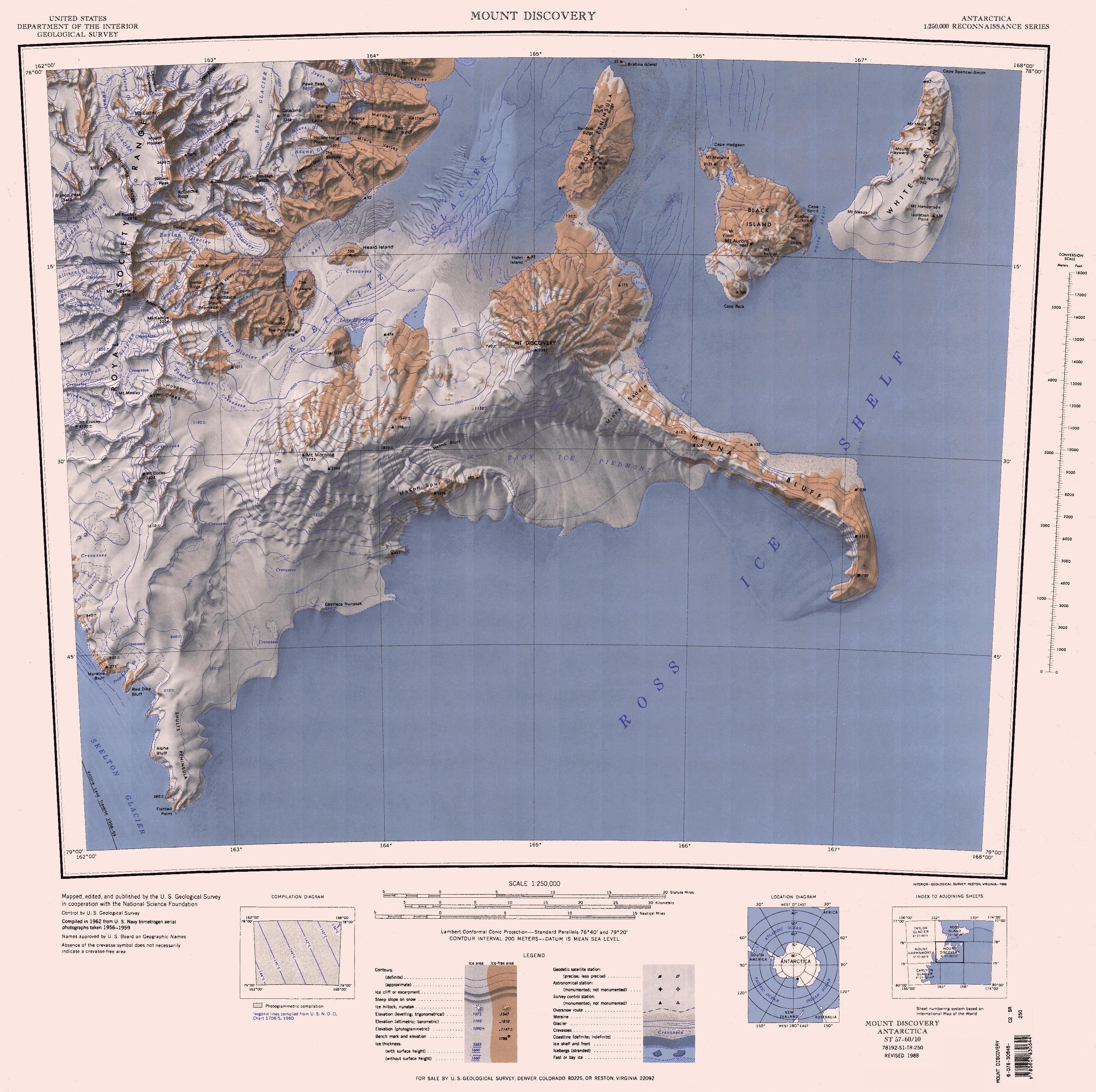
Центральна та південна частини хребта Королівського товариства.

Хребет розташований уздовж західного узбережжя протоки Мак-Мердо (Море Росса) між льодовиками Коетлайтз — на південному сході, Скелтон — на заході, та Феррар — на північному заході. Існують також інші численні невеликі льодовики, які спускається із західних схилів хребта та «впадають» у льодовик Скелтон — зокрема: Рутґерс, Аллісон, Поттер.
На південному сході хребта, на південно-західному узбережжі затоки Велкотт, розташована вулканічна зона, яка представлена шлаковим вулканом голоценової епохи з однойменною хребту назвою — вулкан Королівського товариства висотою до 3000 м. В цьому ж районі, на південному сході, відділені льодовиком Коетлайтз, розташовані два згаслі масивні вулкани — Морнінг (2725 м) та Діскавери (2681 м).

## Відкриття та дослідженн
Хребет Королівського товариства був, ймовірно, вперше відкритий експедицією (1839–1843) капітана Джеймса Кларка Росса у 1841 році, який наряду з іншими об'єктами східного узбережжя Антарктиди, вивчав береги Землі Вікторії.
Хребет був розвіданий і вперше вивчений Британською антарктичною експедицією (1901–1904) під керівництвом капітана Роберта Скотта, який назвав його на честь Лондонського Королівського товариства, а іменами його членів багато із вершин цього хребта. Наприклад, найвища вершина хребта, гора Лістер була названий на честь лорда Джозефа Лістера — видатного англійського хірурга, члена Лондонського Королівського товариства, а в період з 1895 по 1900 роки, його президента.
Лондонське Королівське товариство та його члени надавали значну фінансову підтримку експедиції, допомагали комітету, який організував цю експедицію.

## Найвищі вершини та піки
Хребет Королівського товариства включає в себе наступні найбільші вершини та піки:
| №  | Назва          | Назва англійською | Висота, м | Відносна висота, м | Координати                                                    | Хребет, масив, гора |
| -- | -------------- | ----------------- | --------- | ------------------ | ------------------------------------------------------------- | ------------------- |
| 1  | Лістер         | Mount Lister      | 4025      | 2325               | 78°4′ пд. ш. 162°41′ сх. д. / 78.067° пд. ш. 162.683° сх. д.  | масив Лістер        |
| 2  | Гукер          | Mount Hooker      | 3835      | 462                | 78°6′ пд. ш. 162°42′ сх. д. / 78.100° пд. ш. 162.700° сх. д.  | масив Лістер        |
| 3  | Ракер          | Mount Rucker      | 3831      | 635                | 78°11′ пд. ш. 162°32′ сх. д. / 78.183° пд. ш. 162.533° сх. д. | х-т Джонс Хопкінс   |
| 4  | Гаґґінс        | Mount Huggins     | 3733      | ~800               | 78°17′ пд. ш. 162°29′ сх. д. / 78.283° пд. ш. 162.483° сх. д. | г. Гаґґінс          |
| 5  | Борг Бастіан   | Borg Bastion      | 3728      | 385                | 78°10′ пд. ш. 162°29′ сх. д. / 78.167° пд. ш. 162.483° сх. д. | х-т Джонс Хопкінс   |
| 6  | Ропер          | Mount Roper       | 3660      | 195                | 78°7′ пд. ш. 162°45′ сх. д. / 78.117° пд. ш. 162.750° сх. д.  | масив Лістер        |
| 7  | Пік Торопа     | Puke Toropa       | 3733      | ~500               | 78°14′ пд. ш. 162°25′ сх. д. / 78.233° пд. ш. 162.417° сх. д. | г. Торопа           |
| 8  | Пік Бішоп      | Bishop Peak       | 3460      | ~870               | 78°10′ пд. ш. 162°9′ сх. д. / 78.167° пд. ш. 162.150° сх. д.  | х-т Рампарт         |
| 9  | Слейден Самміт | Sladen Summit     | 3395      | ~260               | 78°7′ пд. ш. 162°23′ сх. д. / 78.117° пд. ш. 162.383° сх. д.  | х-т Джонс Хопкінс   |
| 10 | Пампле         | The Pimple        | 3215      | ~250               | 77°59′ пд. ш. 162°40′ сх. д. / 77.983° пд. ш. 162.667° сх. д. | масив Лістер        |